# Biserica reformată din Periș

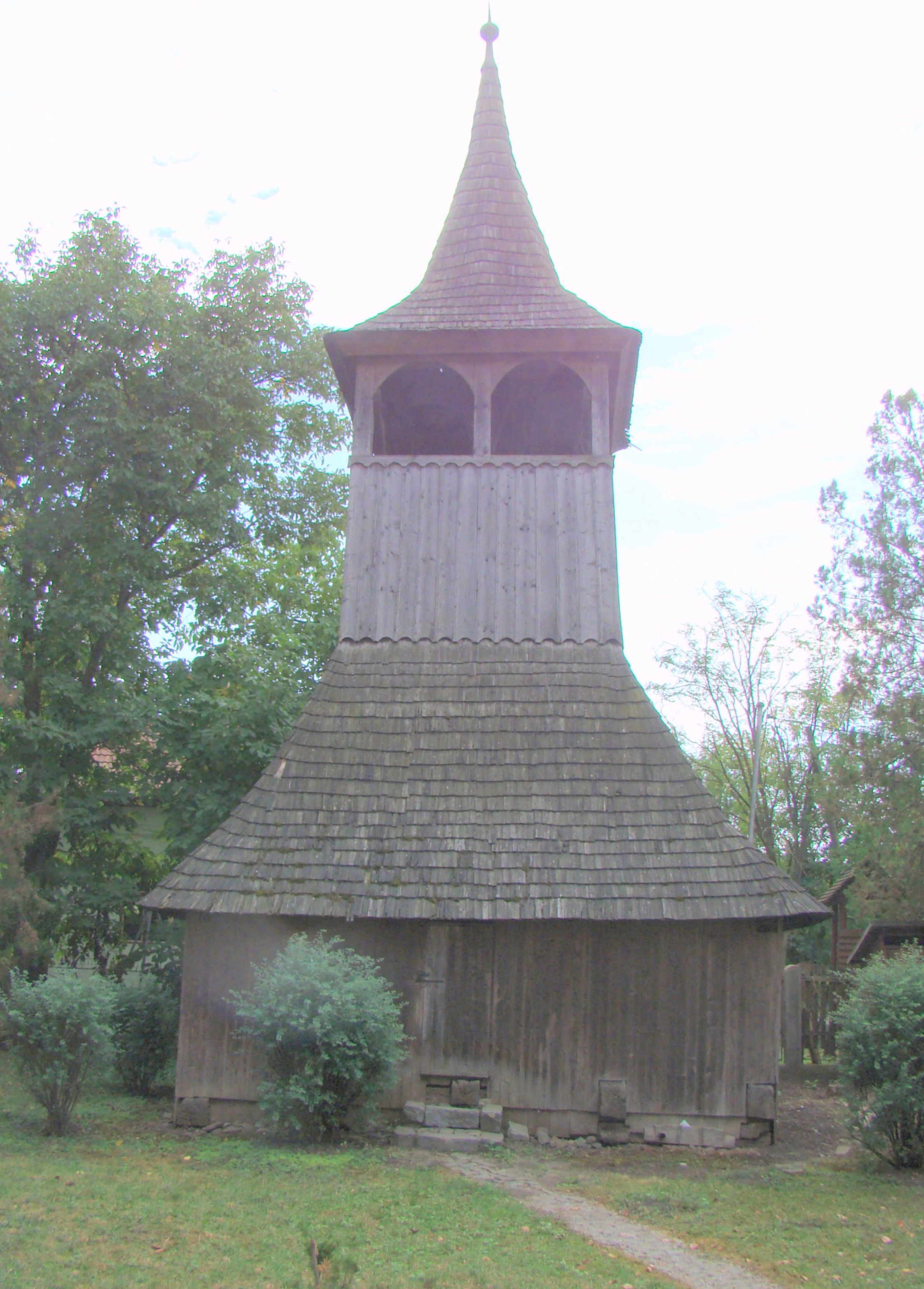
Clopotnița de lemn

Biserica reformată din Periș este un ansamblu de monumente istorice aflat pe teritoriul satului Periș, comuna Gornești.

Ansamblul este format din două monumente:
- Biserica reformată (cod LMI MS-II-m-A-15748.01)
- Clopotniță din lemn (cod LMI MS-II-m-A-15748.02)

## Localitatea
Periș (în maghiară Körtvélyfája) este un sat în comuna Gornești din județul Mureș, Transilvania, România. Prima menționare documentară a satului Gornești este din anul 1441. 

## Biserica
Biserica datează din secolul XIV, inițial biserică catolică, a ordinului dominican. Ulterior, după reforma protestantă, lăcașul a fost preluat de credincioșii calvini.
Biserica este construită în stil gotic, însă de-a lungul anilor a suferit multe transformări. Biserica în forma originală era alcătuită dintr-o navă centrală, dreptunghiulară, de mici dimensiuni, 10x7 metri, și o absidă, planul bisericii urmând planul goticului radiant. La fel și geamurile bisericii păstrează forma originală a stilului gotic.
Interiorul bisericii păstrează stilul simplu al bisericilor protestante, decorația fiind minimă. Din anul 1731 datează câteva bănci donate de Eva Bánfi. Amvonul a fost construit în anul 1837. Masa Domnului data din anul 1806, fiind donată de Therézia Imreh, însă a fost schimbată în anul 1951. Orga bisericii a fost construită în anul 1839 de Binder János. Candelabrul din fier, opera artistului Puskás Sándor, este donat în anul 1966, de pastorul János Fekete și József Demeter, curatorul bisericii. Tot la inițiativa pastorului reformat al satului Periș și protopop al Gurghiului, Fekete János, este construit și noul portic, situat în partea nordică a bisericii, în anul 1988. Gardul înconjurător al bisericii este făcut de către comunitatea reformată din Periș, în anul 1976.
În curtea bisericii reformate este situată o clopotniță de lemn, veche de aproximativ 300 de ani. Din 1768 aparține bisericii reformate din Periș, fiind cumpărată din satul Beica de Jos. A fost reparată de mai multe ori, fără modificări sau adăugiri.

## Imagini din exterior

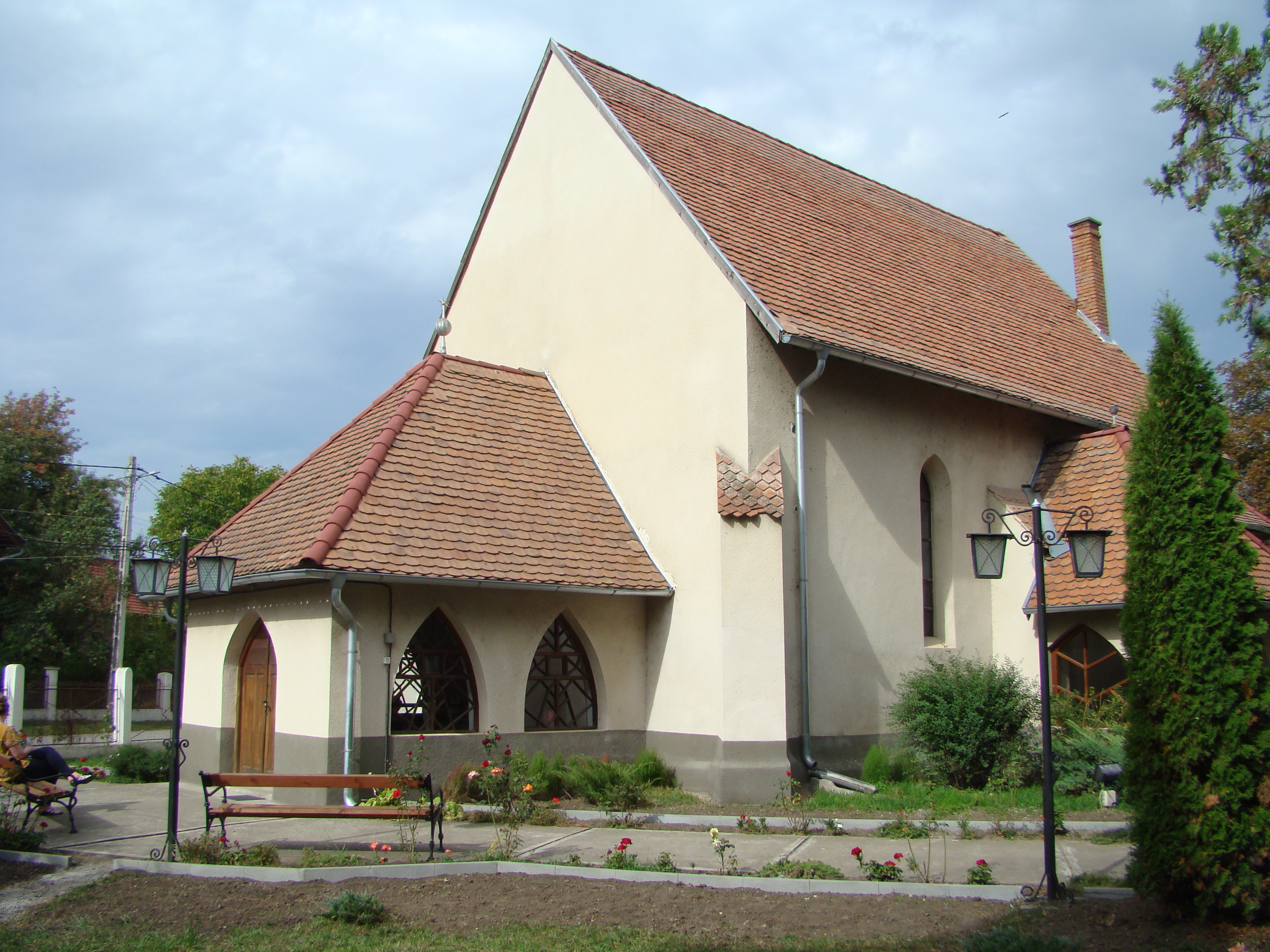
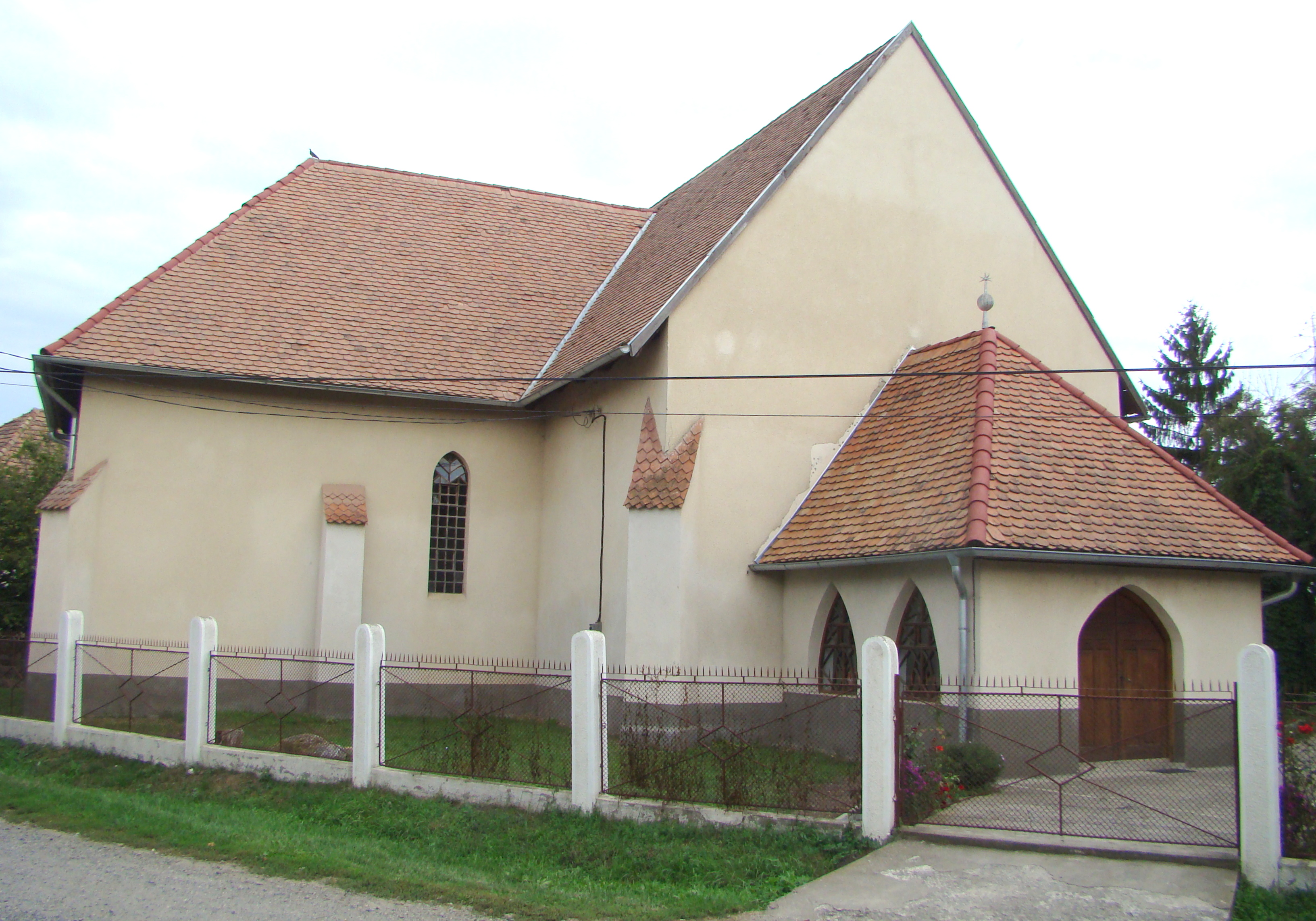
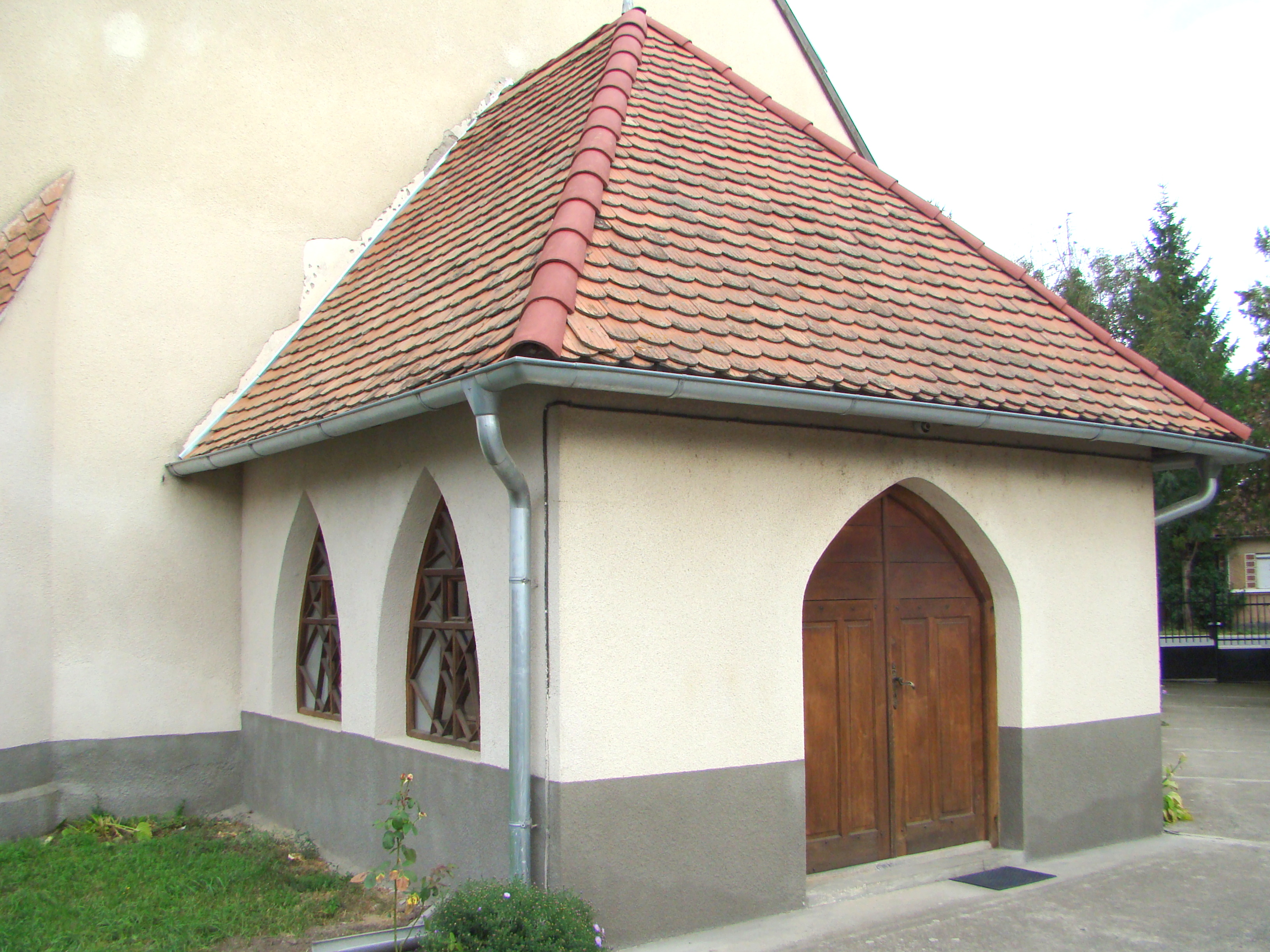
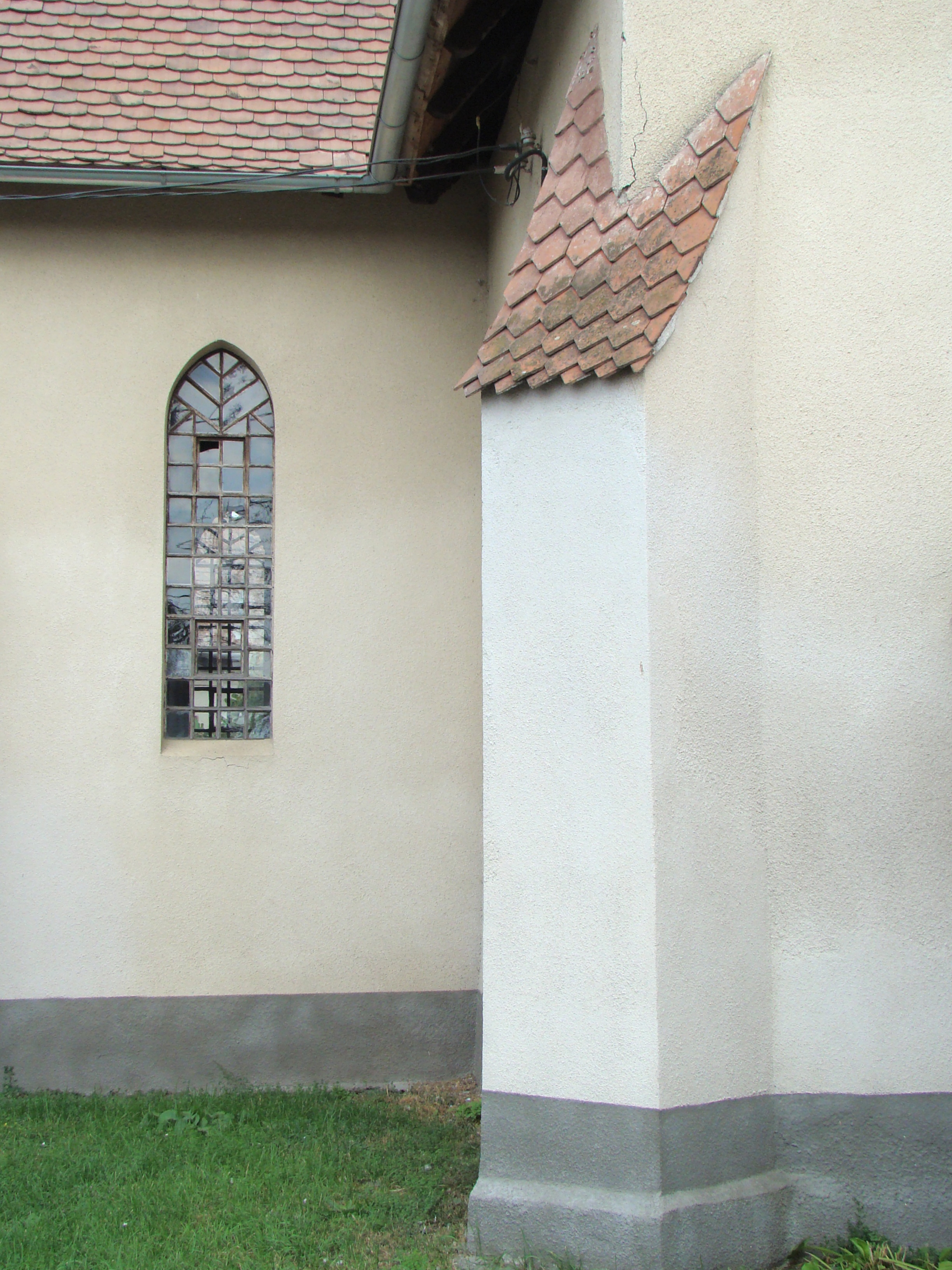
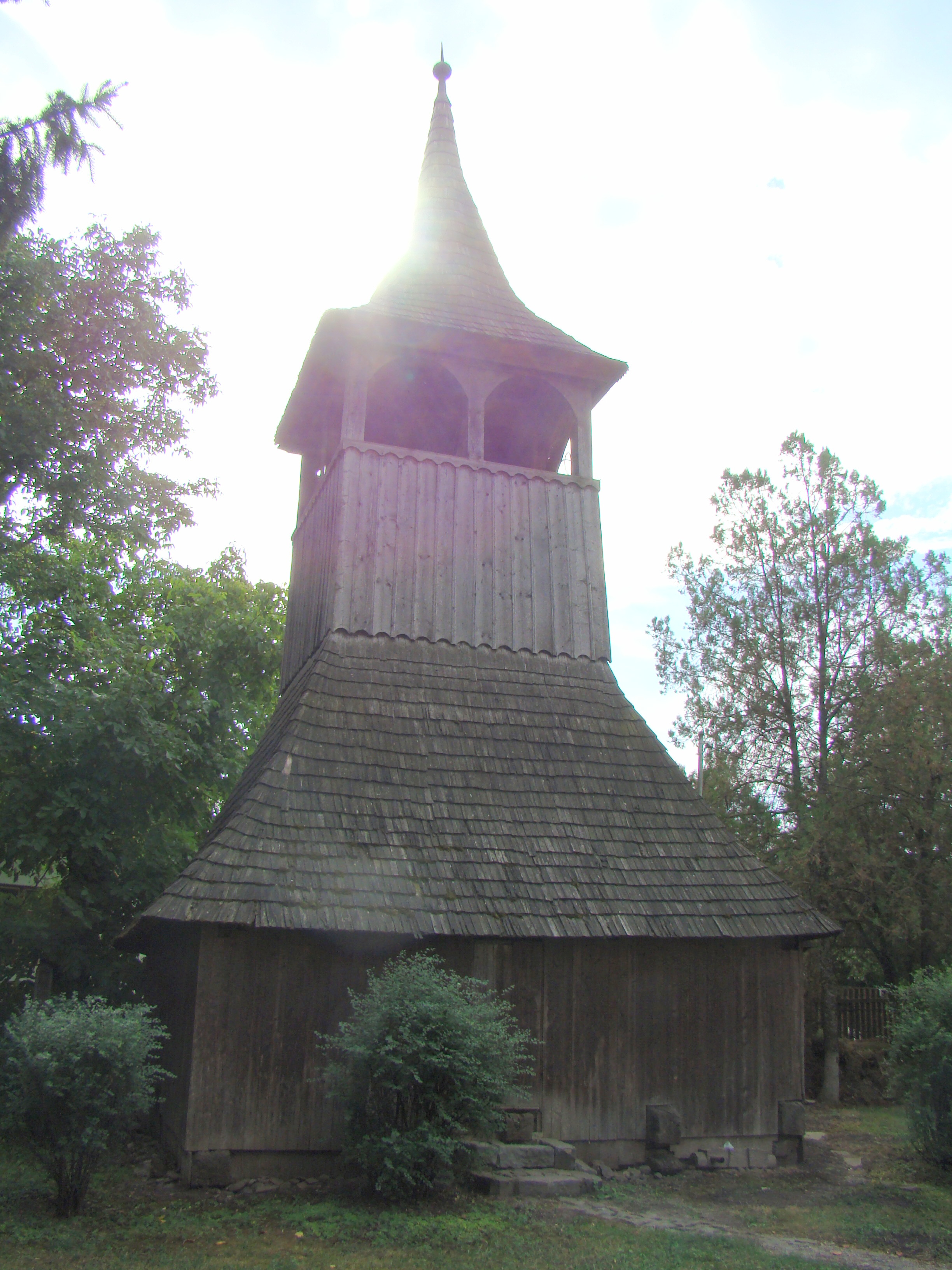
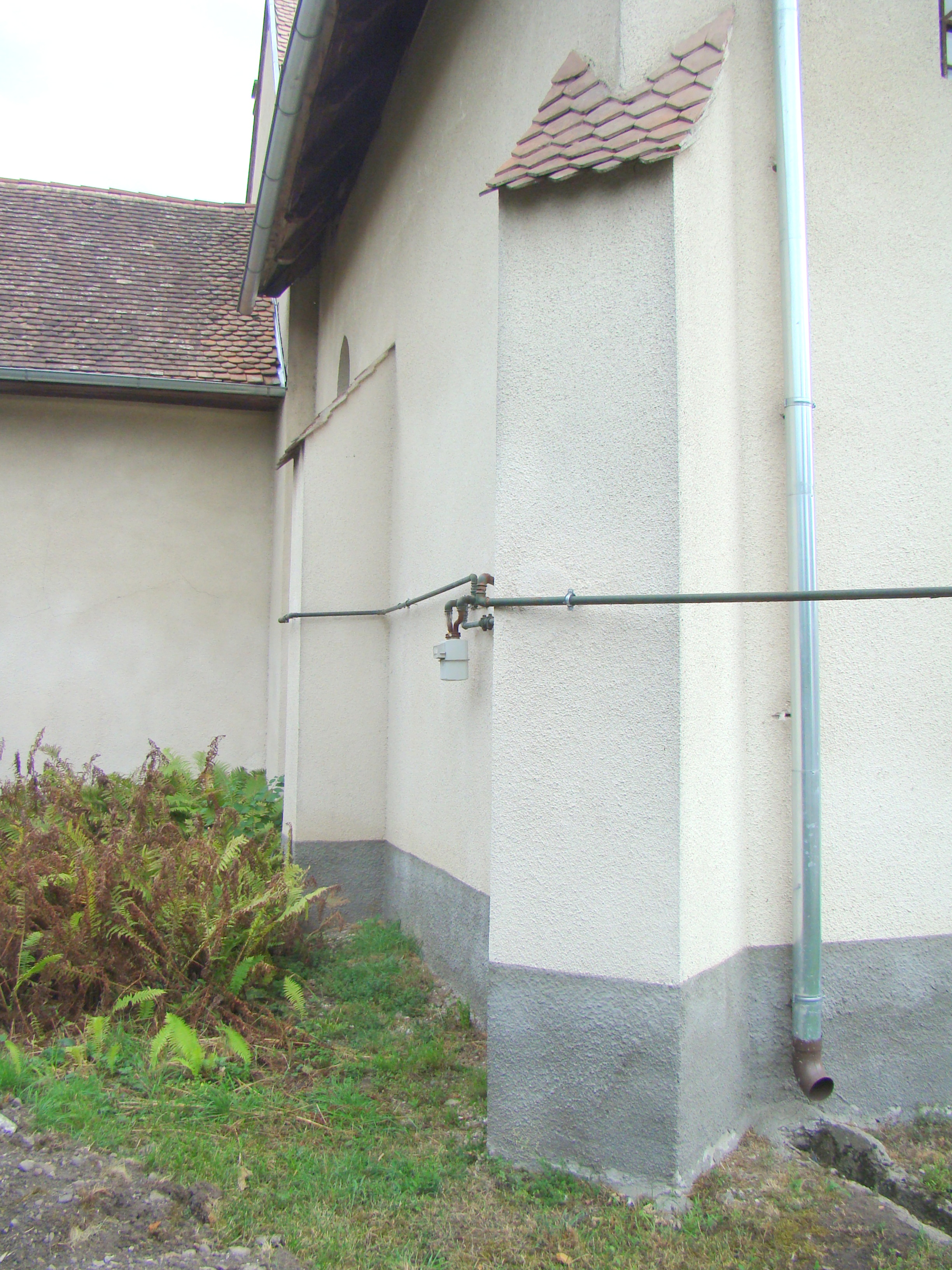
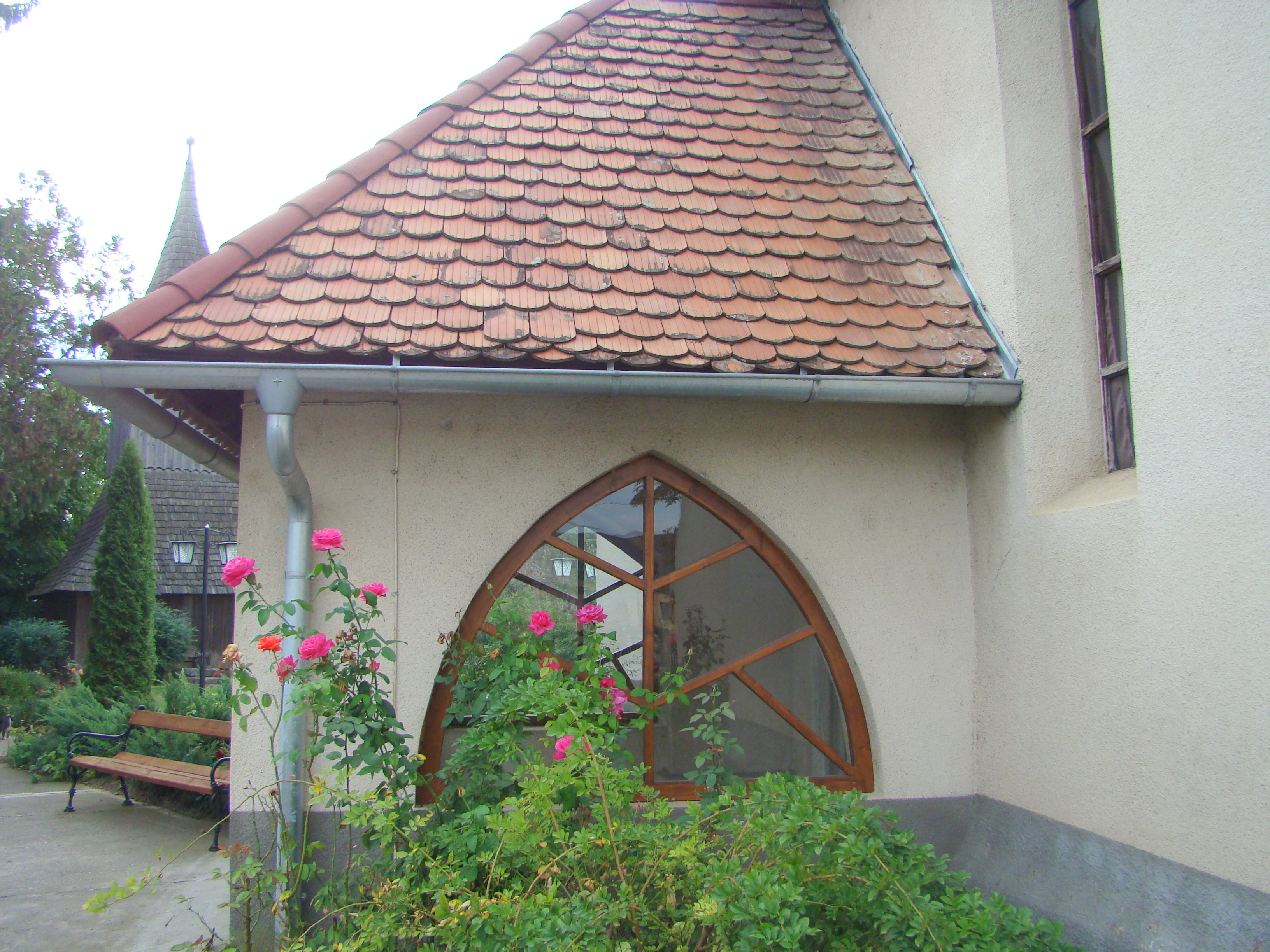
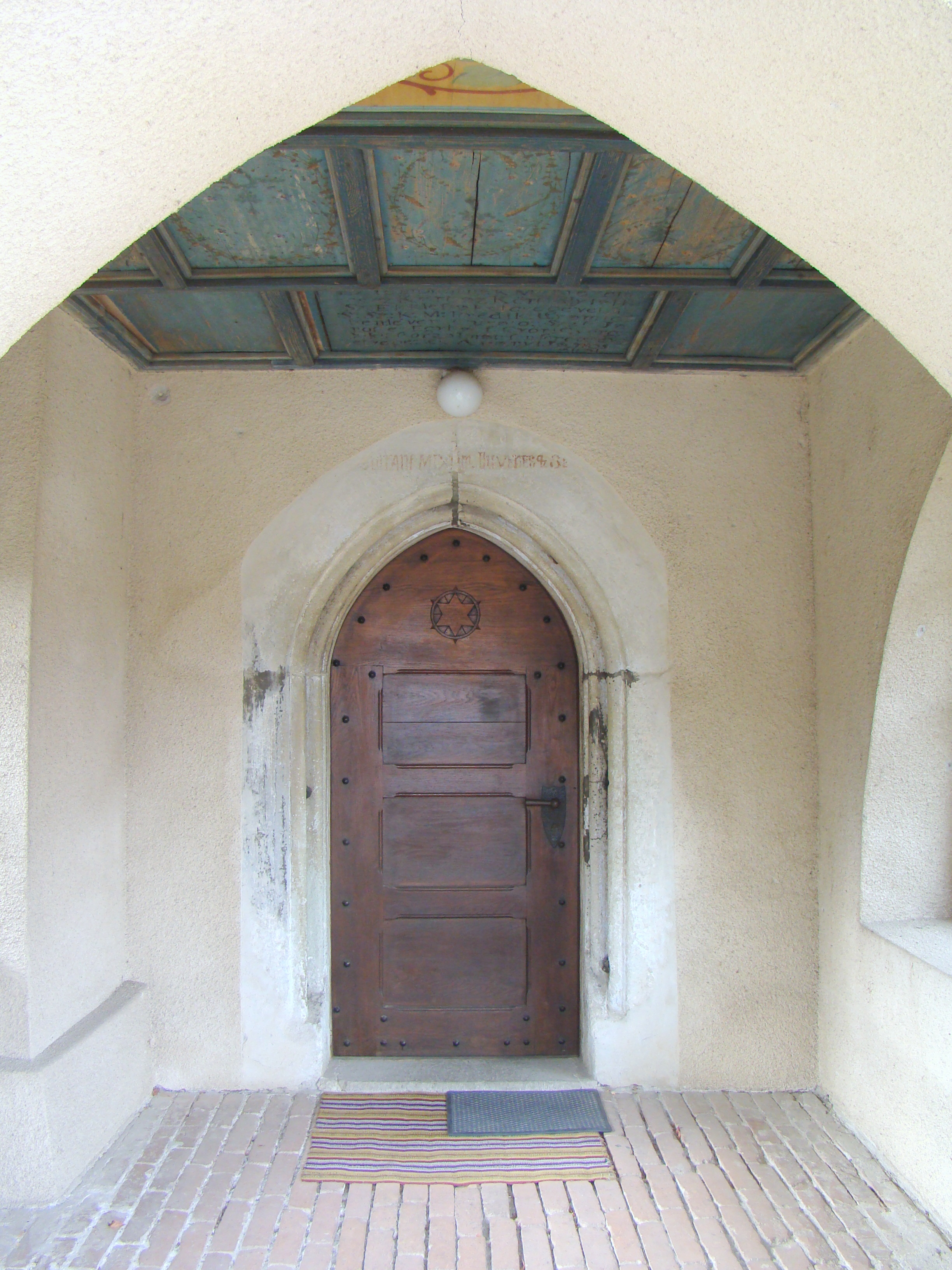
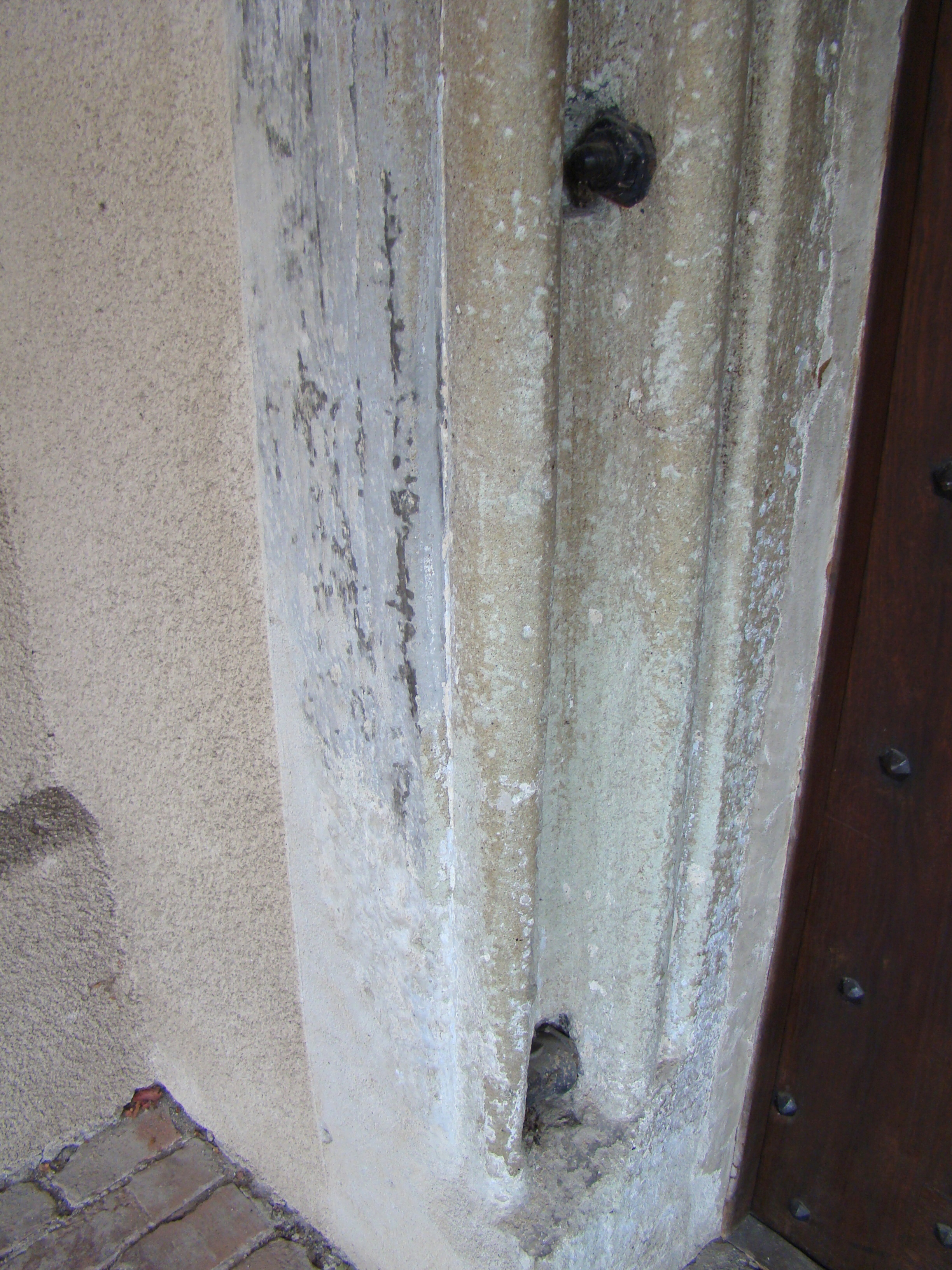
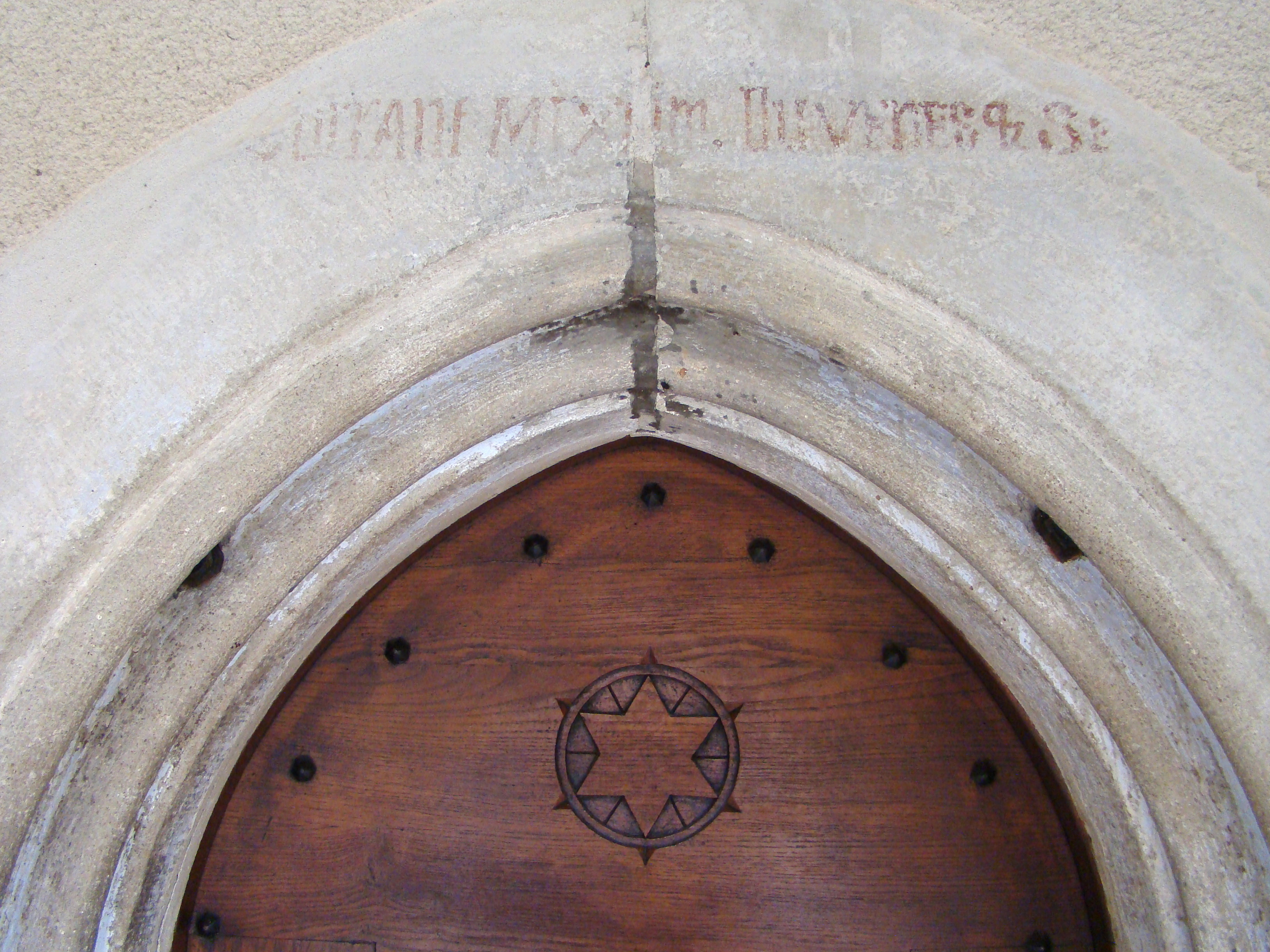
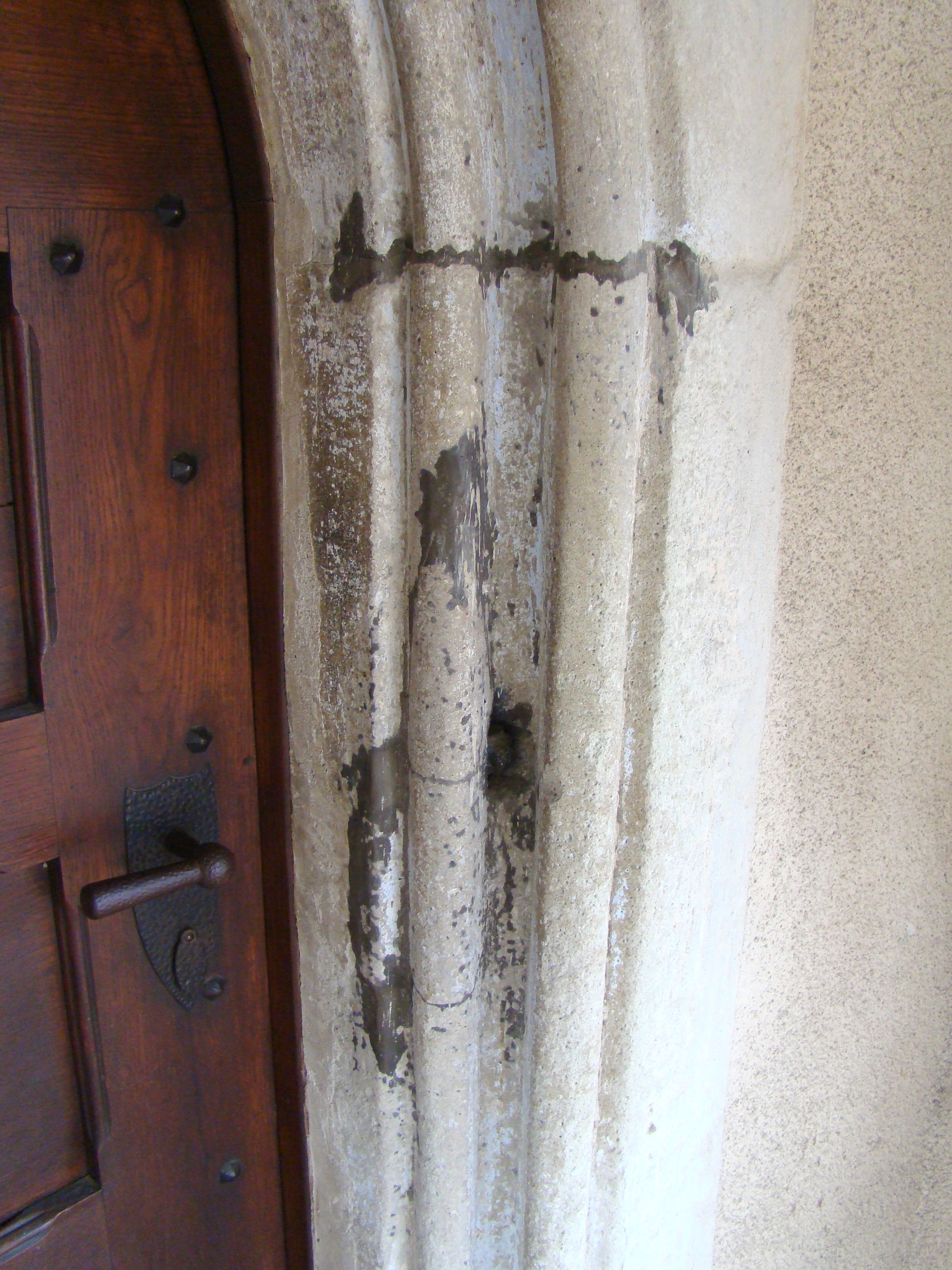
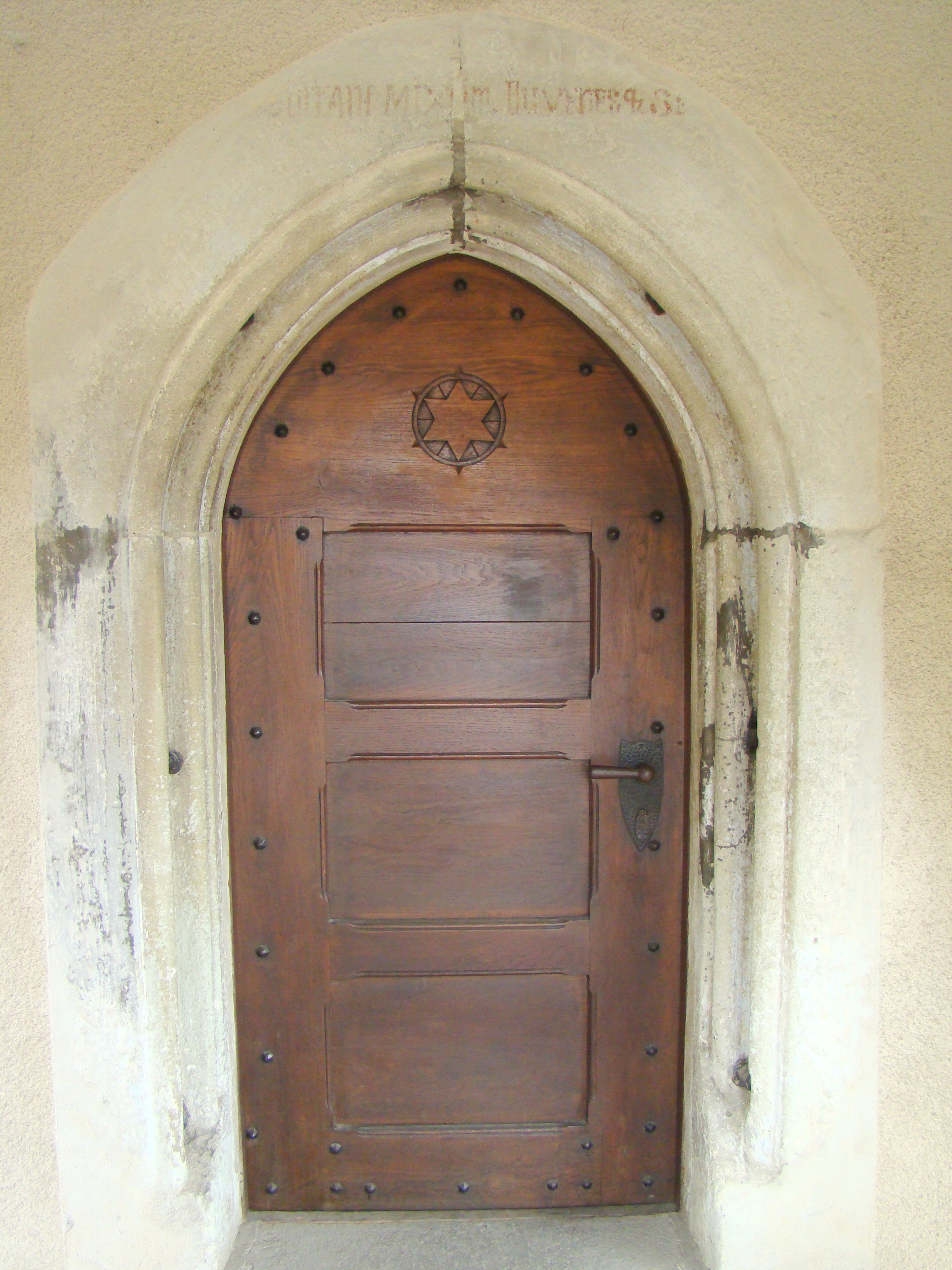
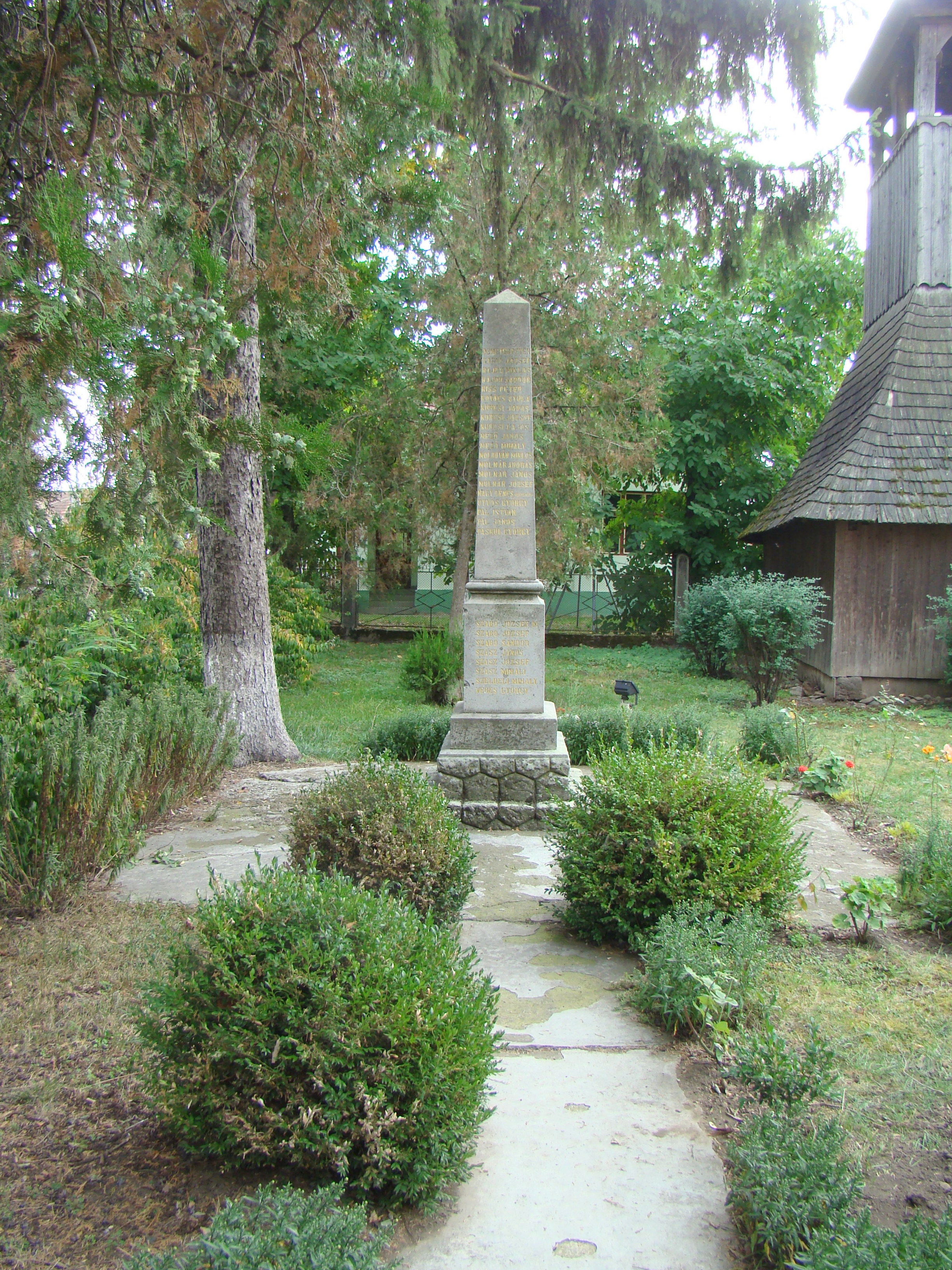
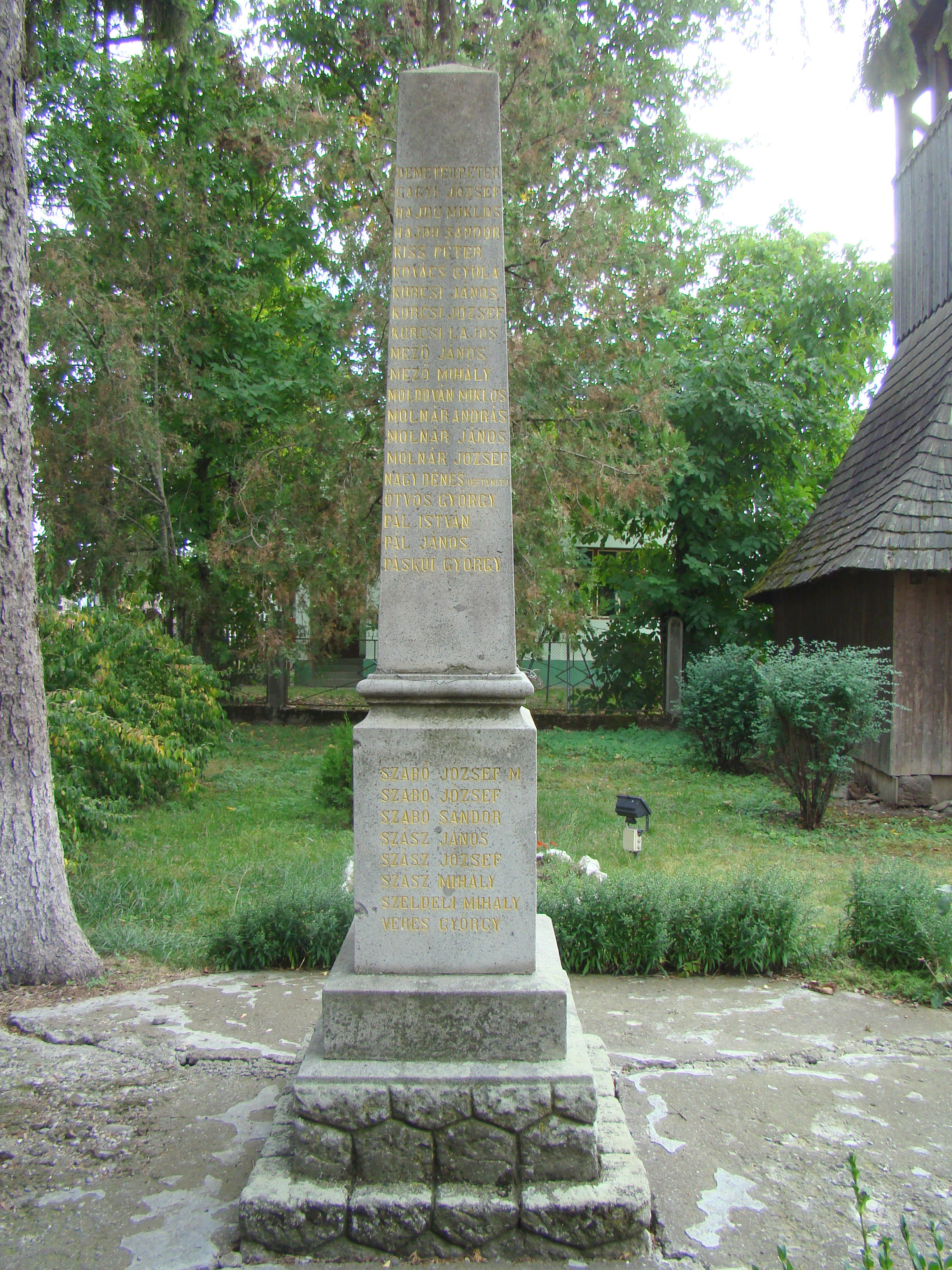
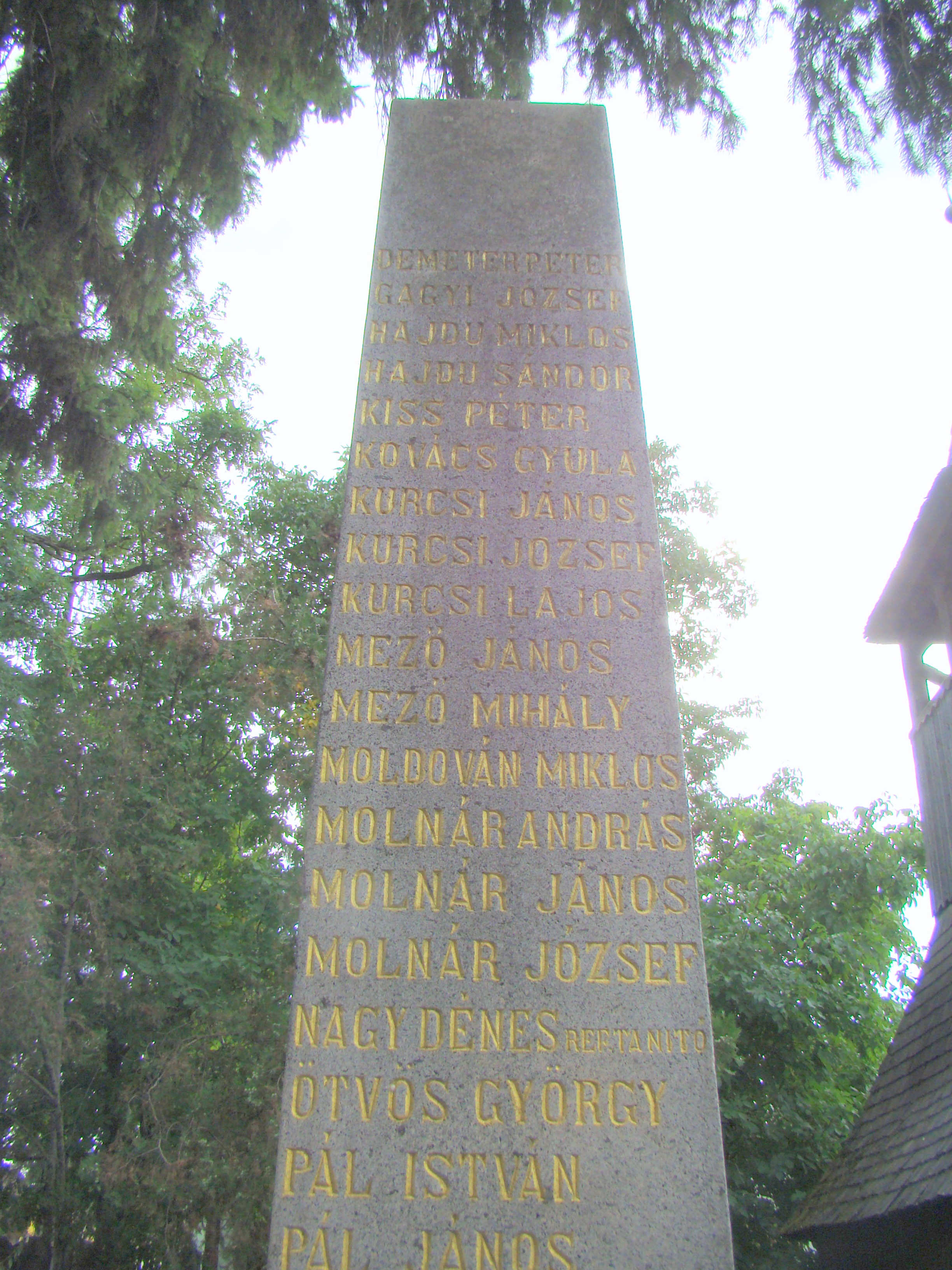
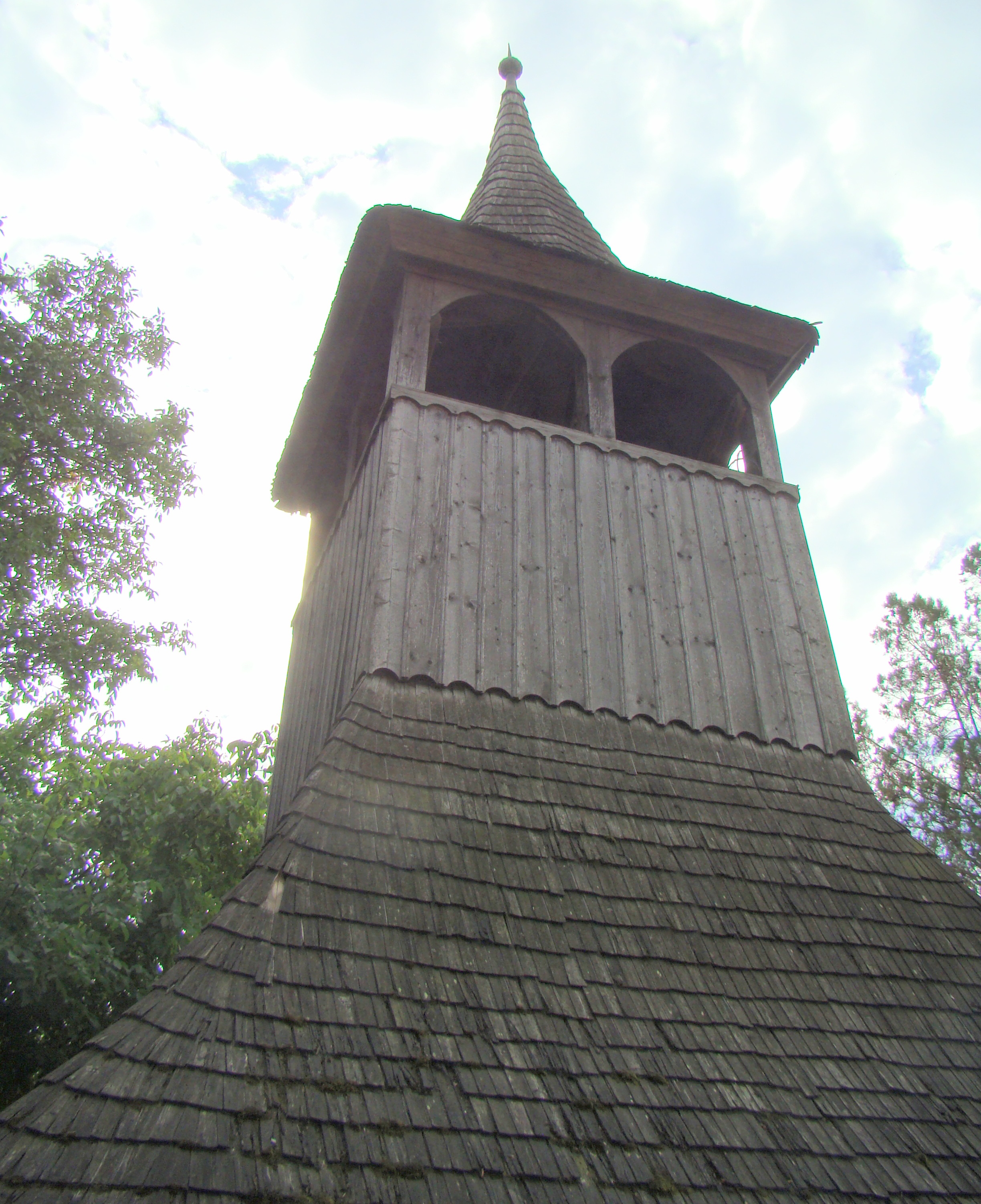
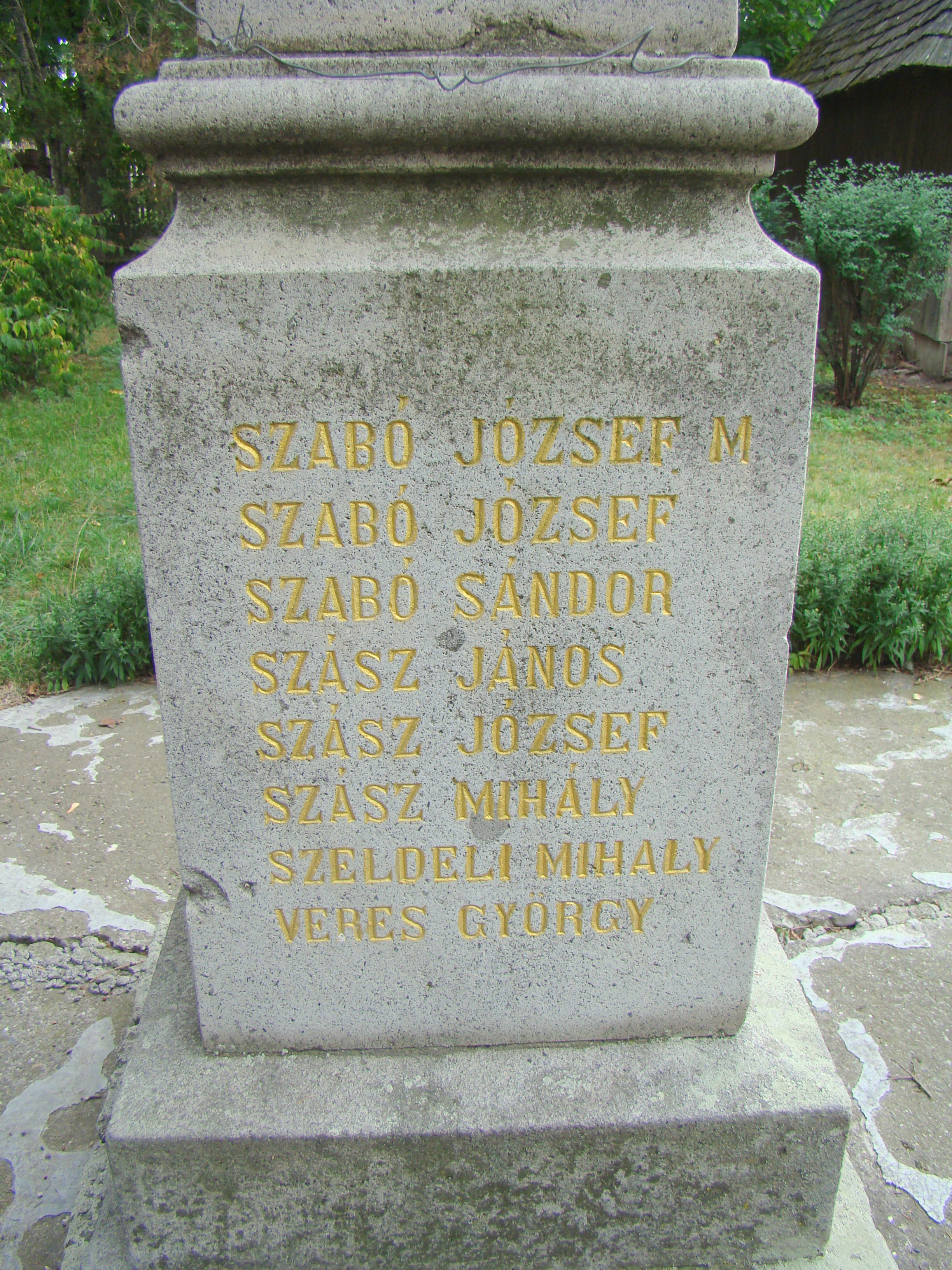
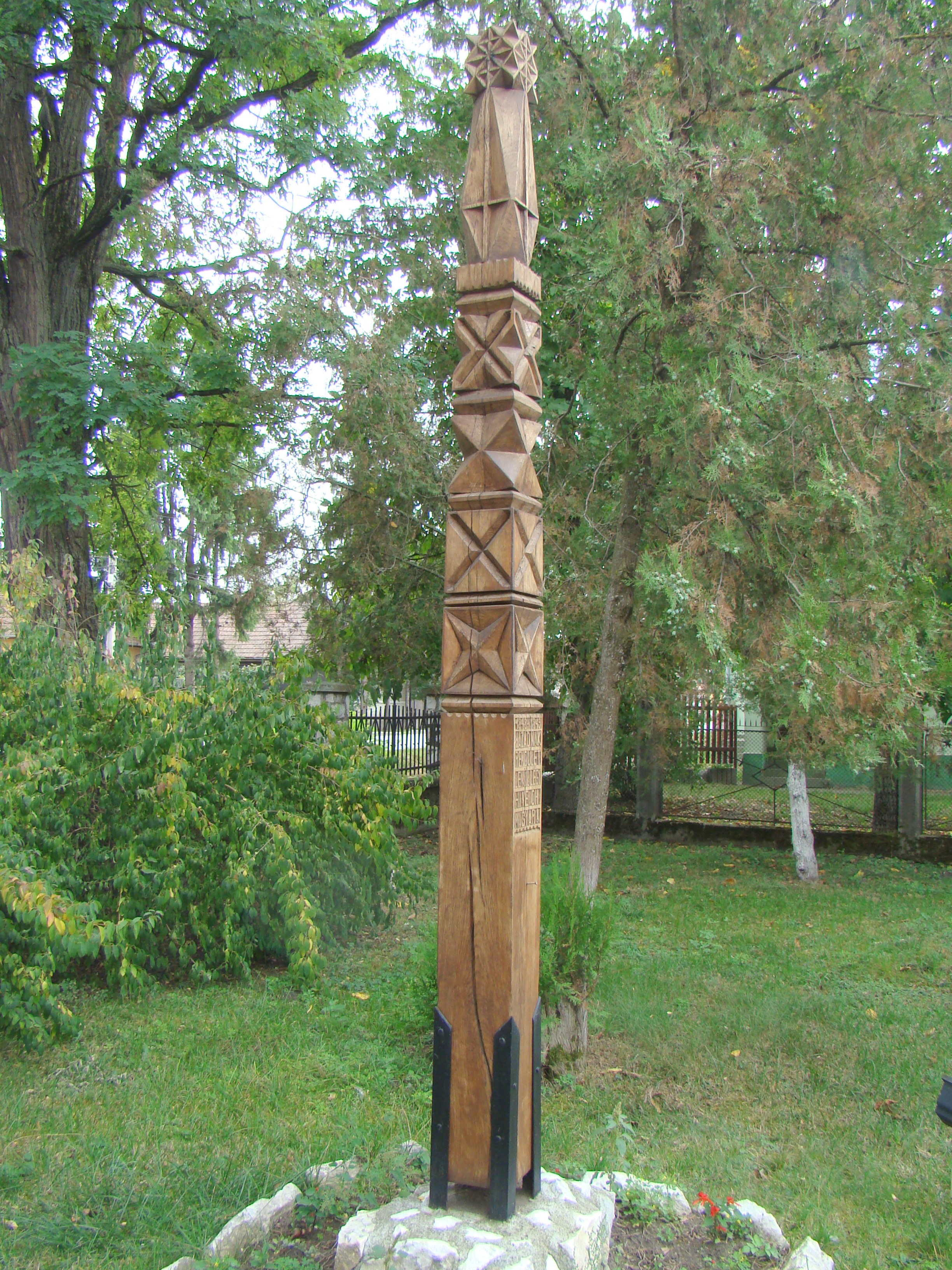
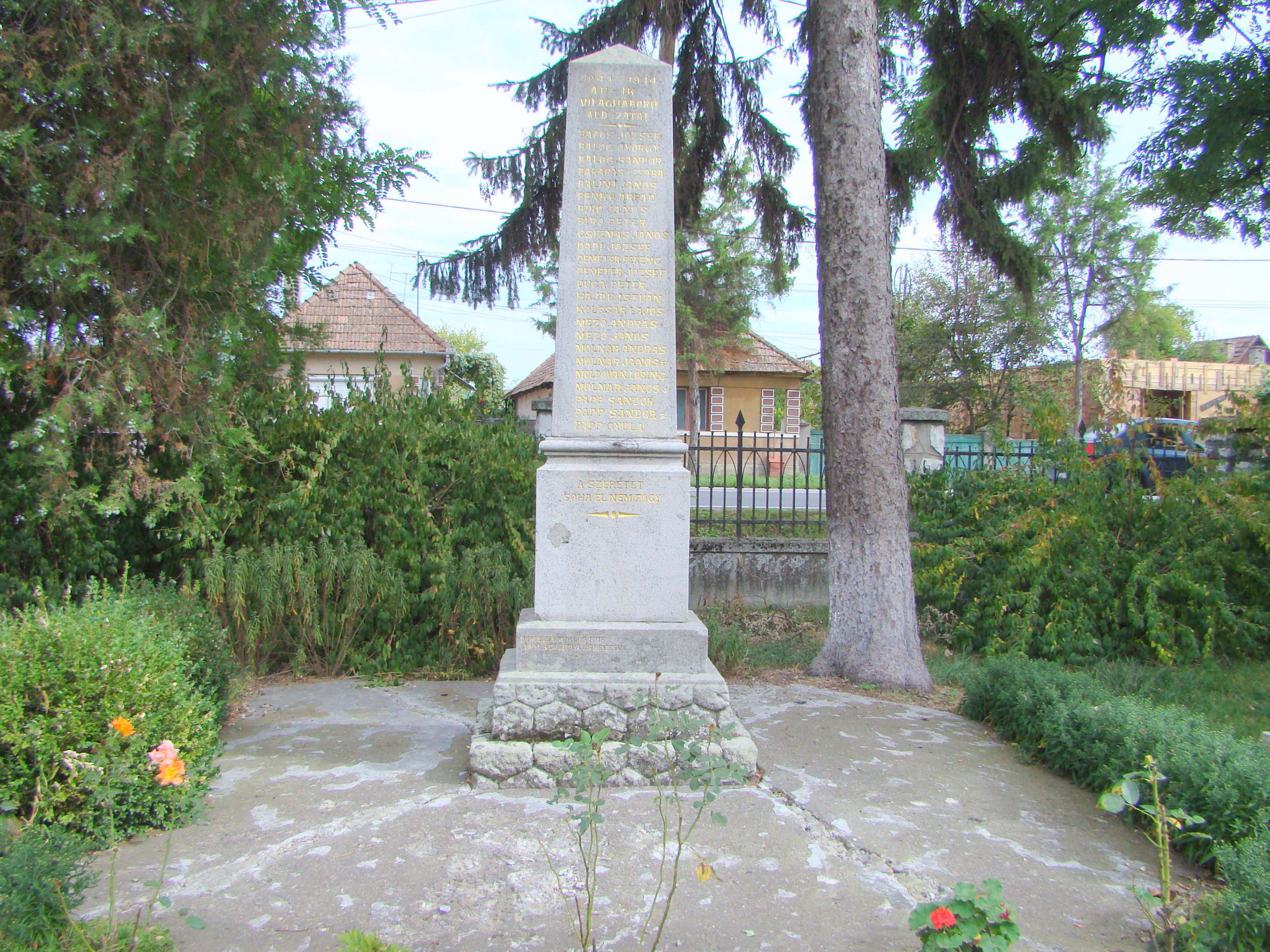
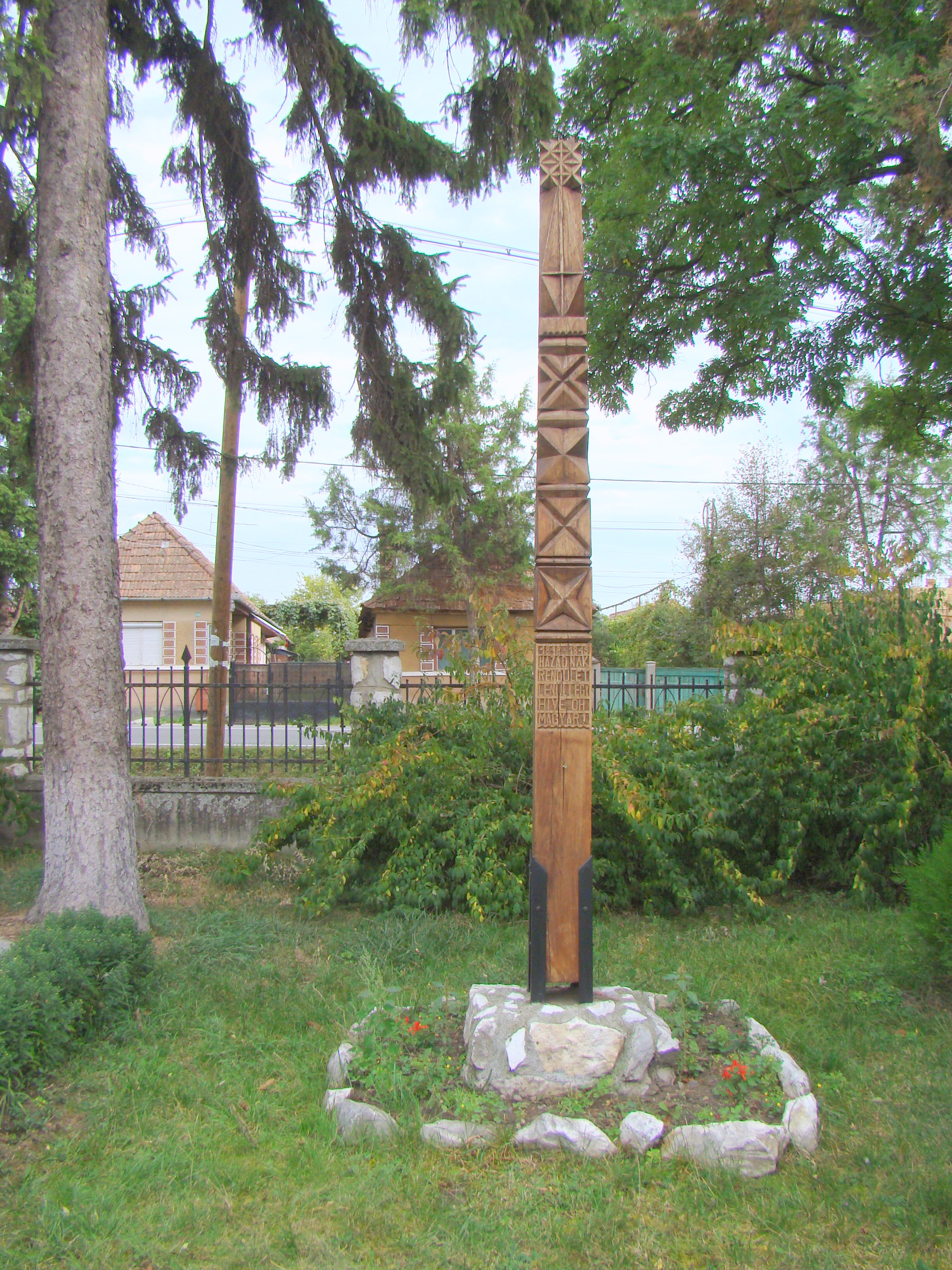
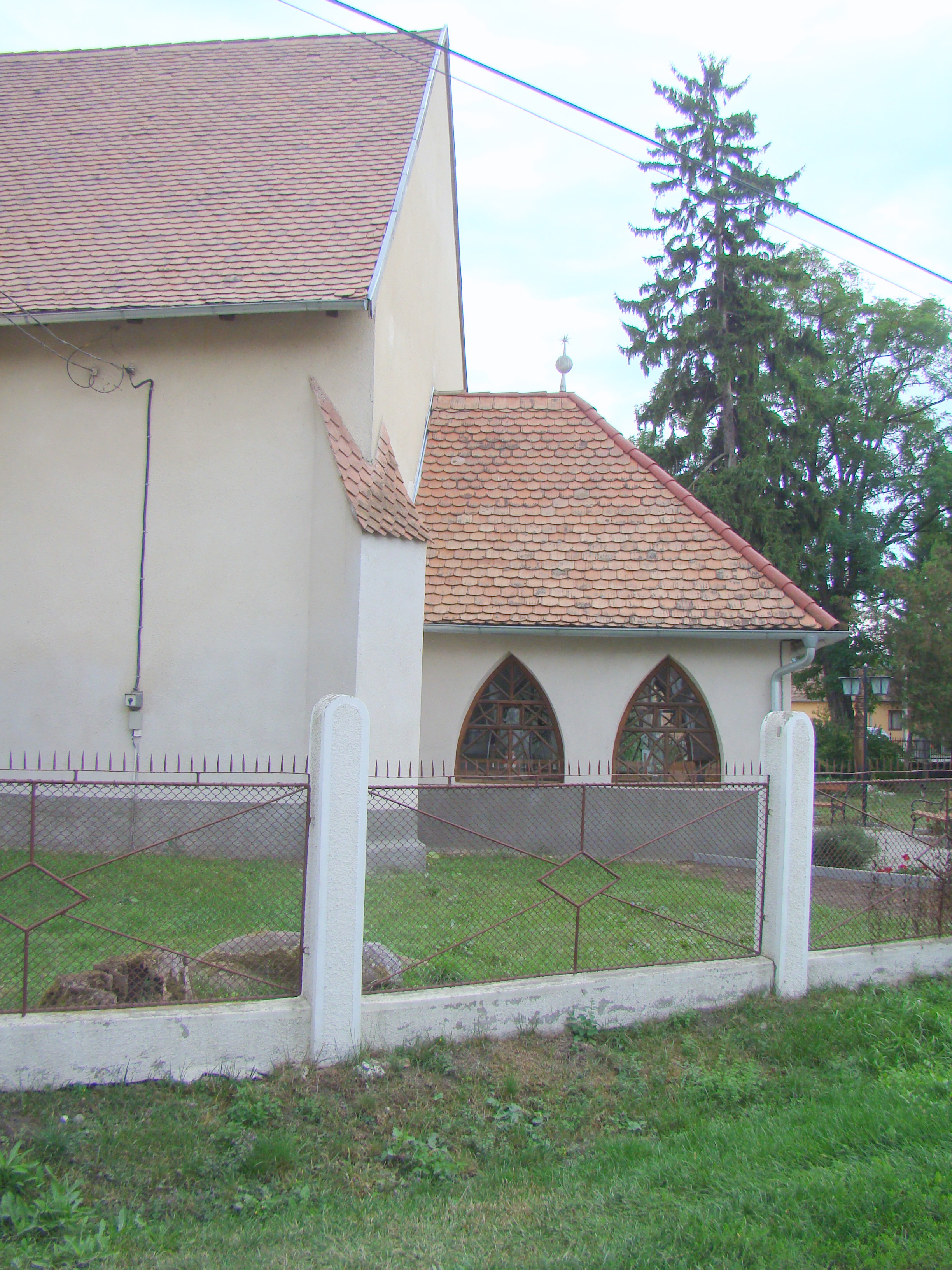
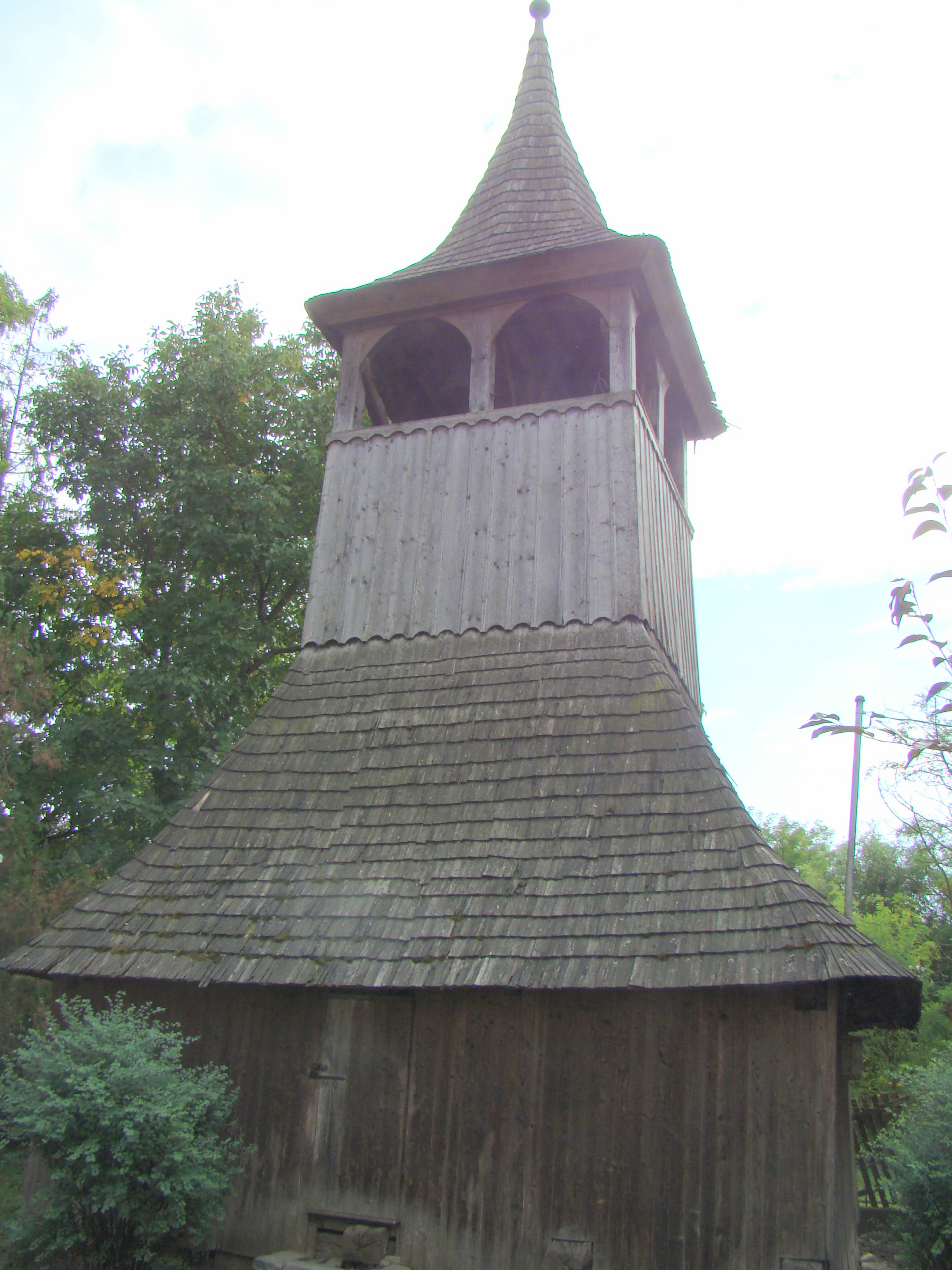
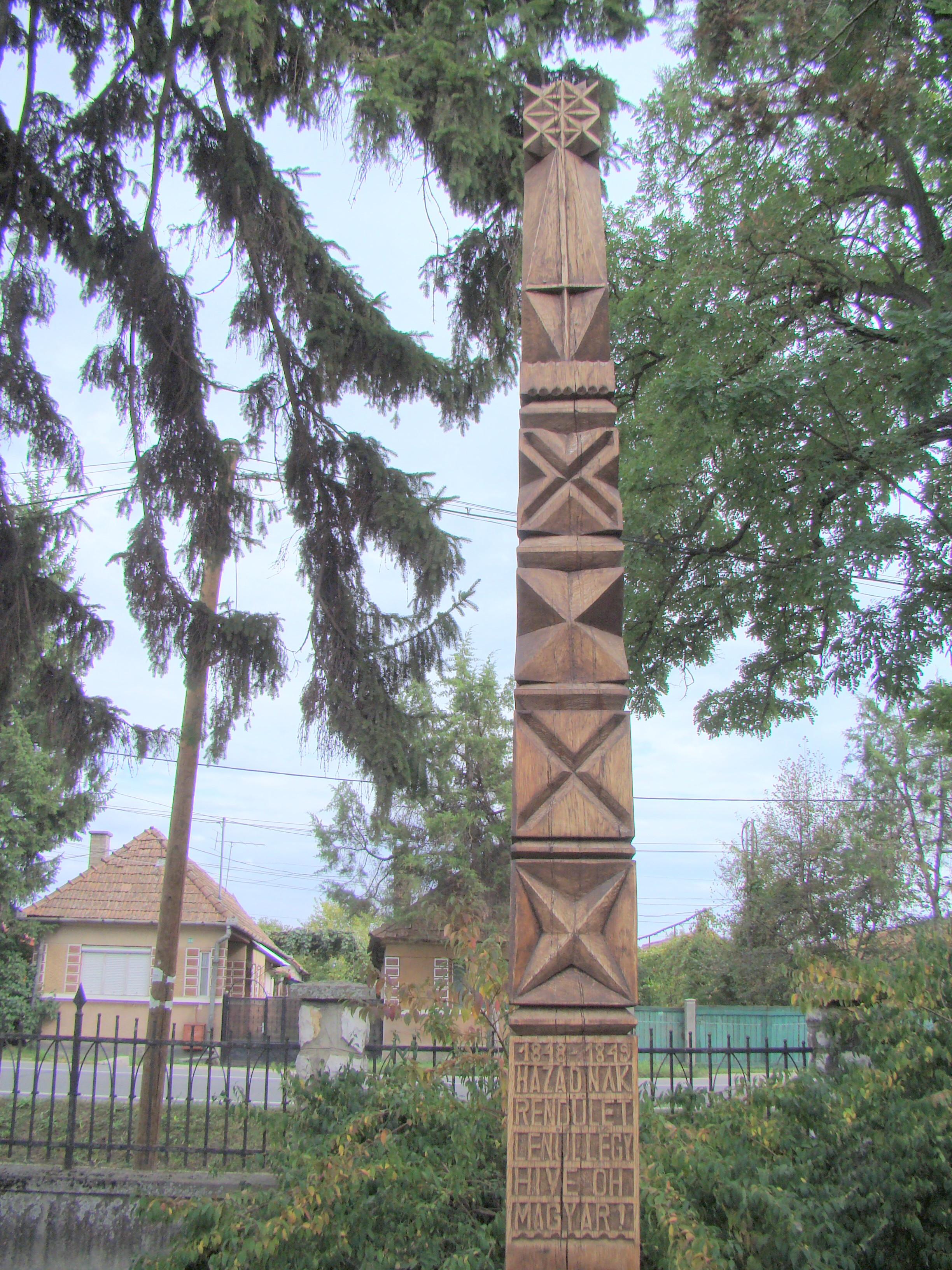
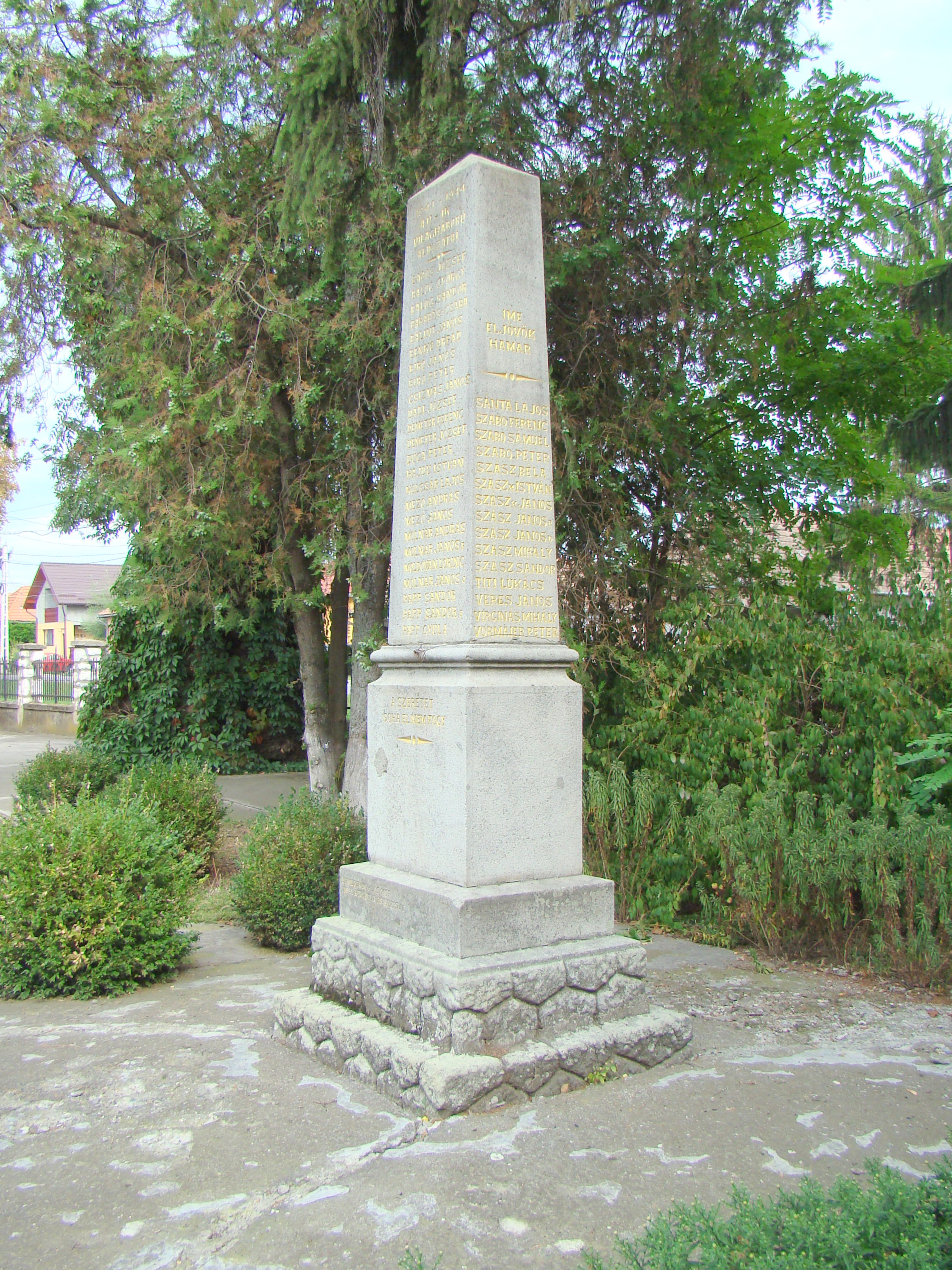
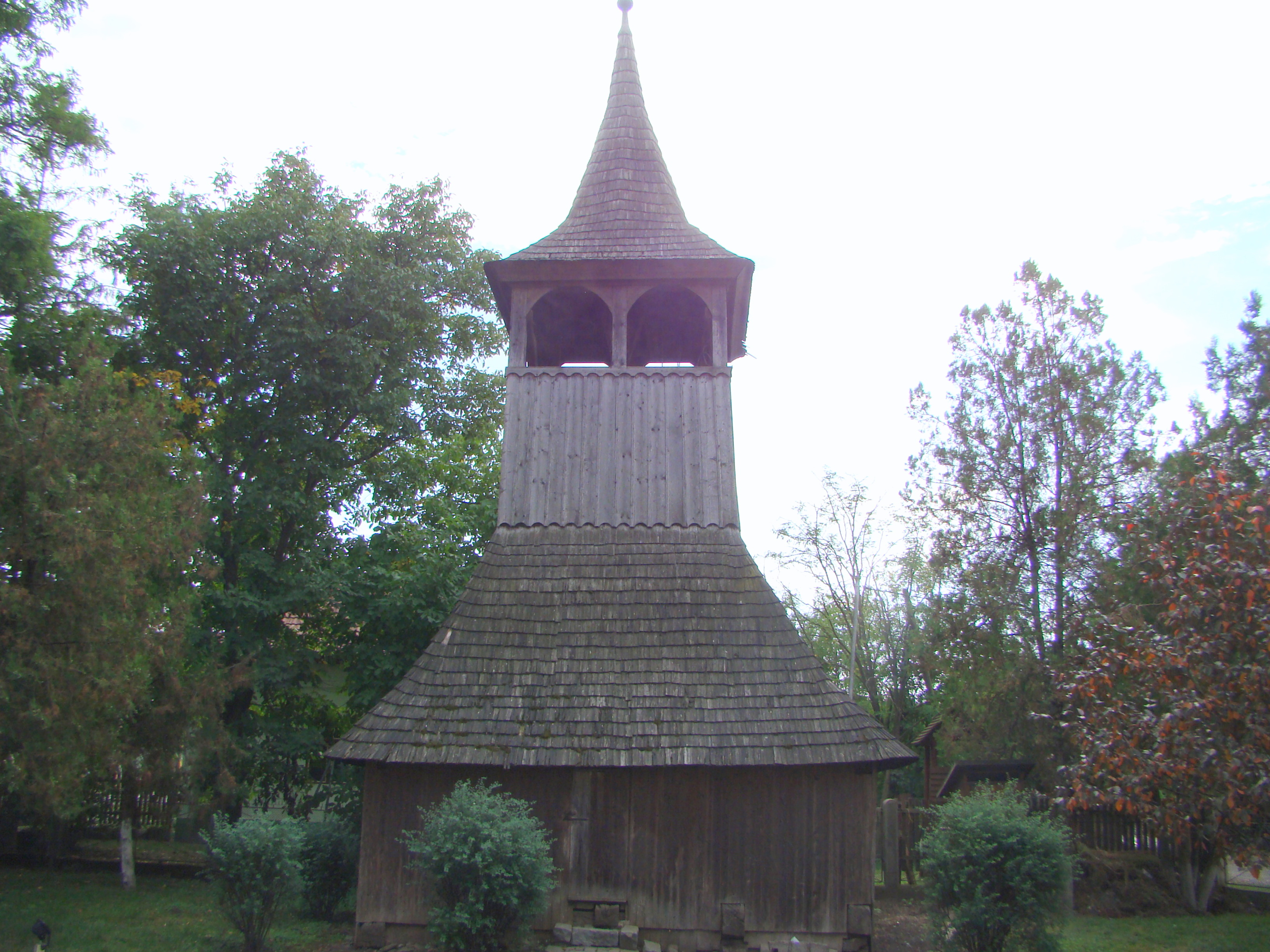
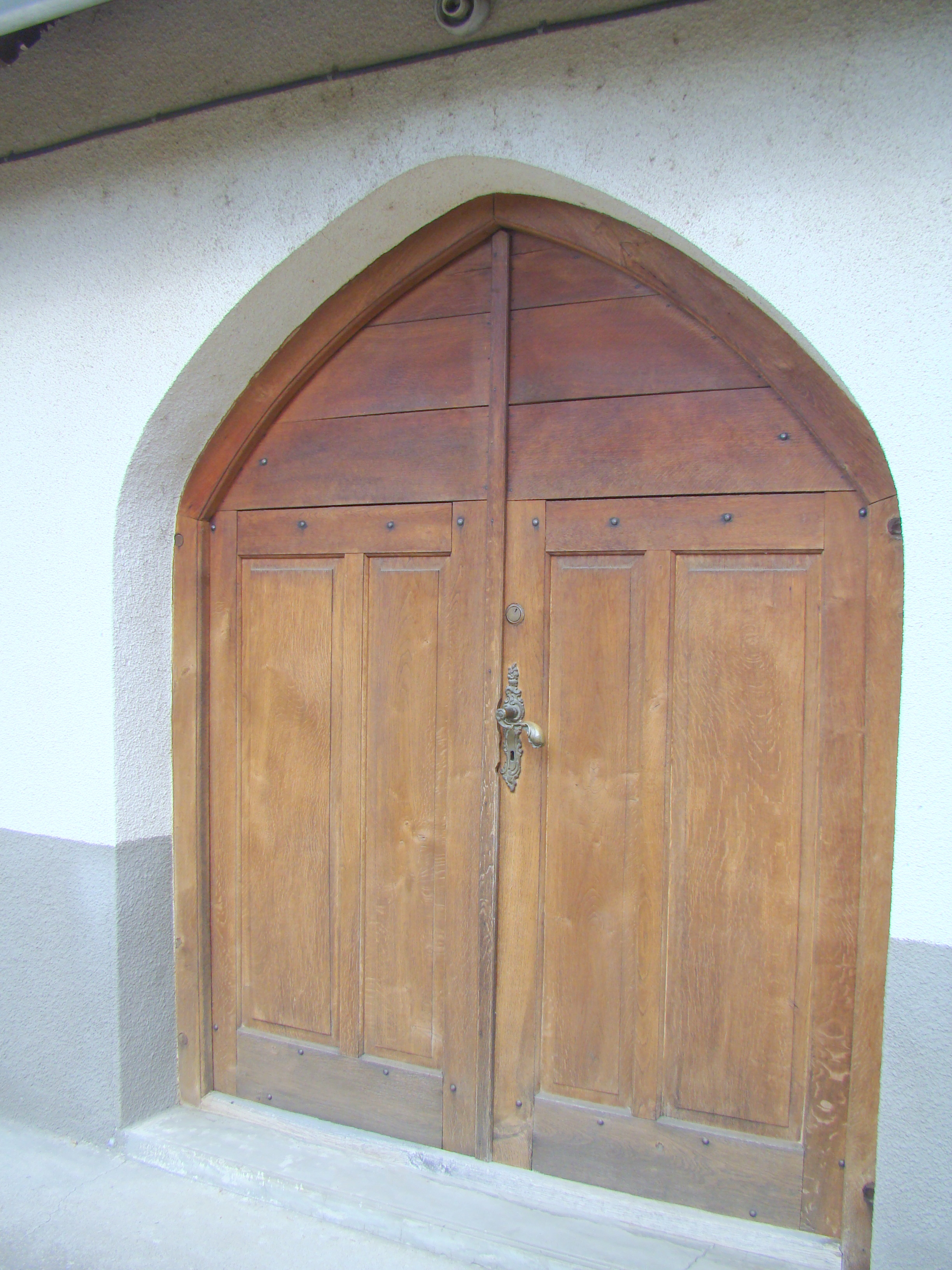
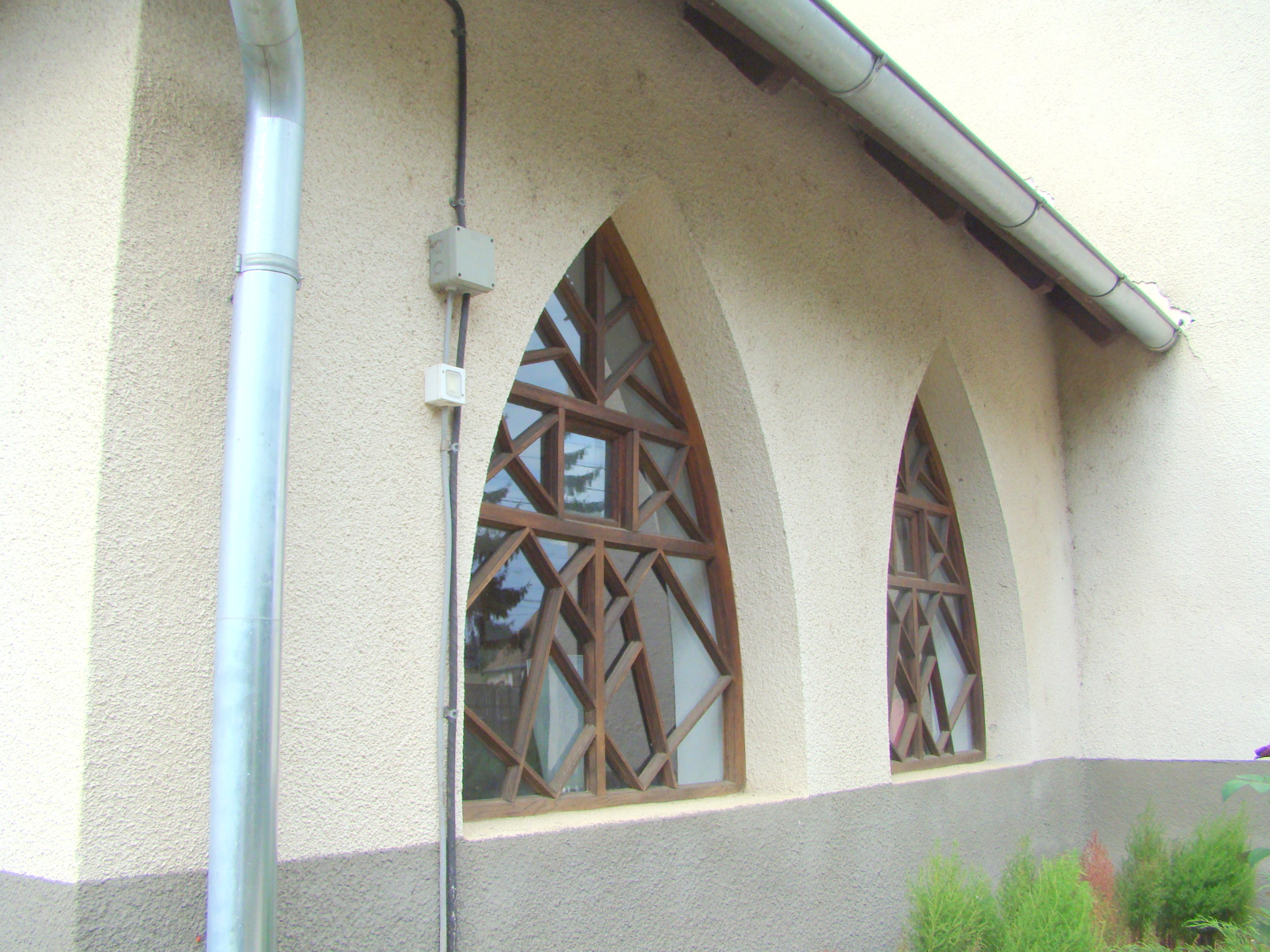
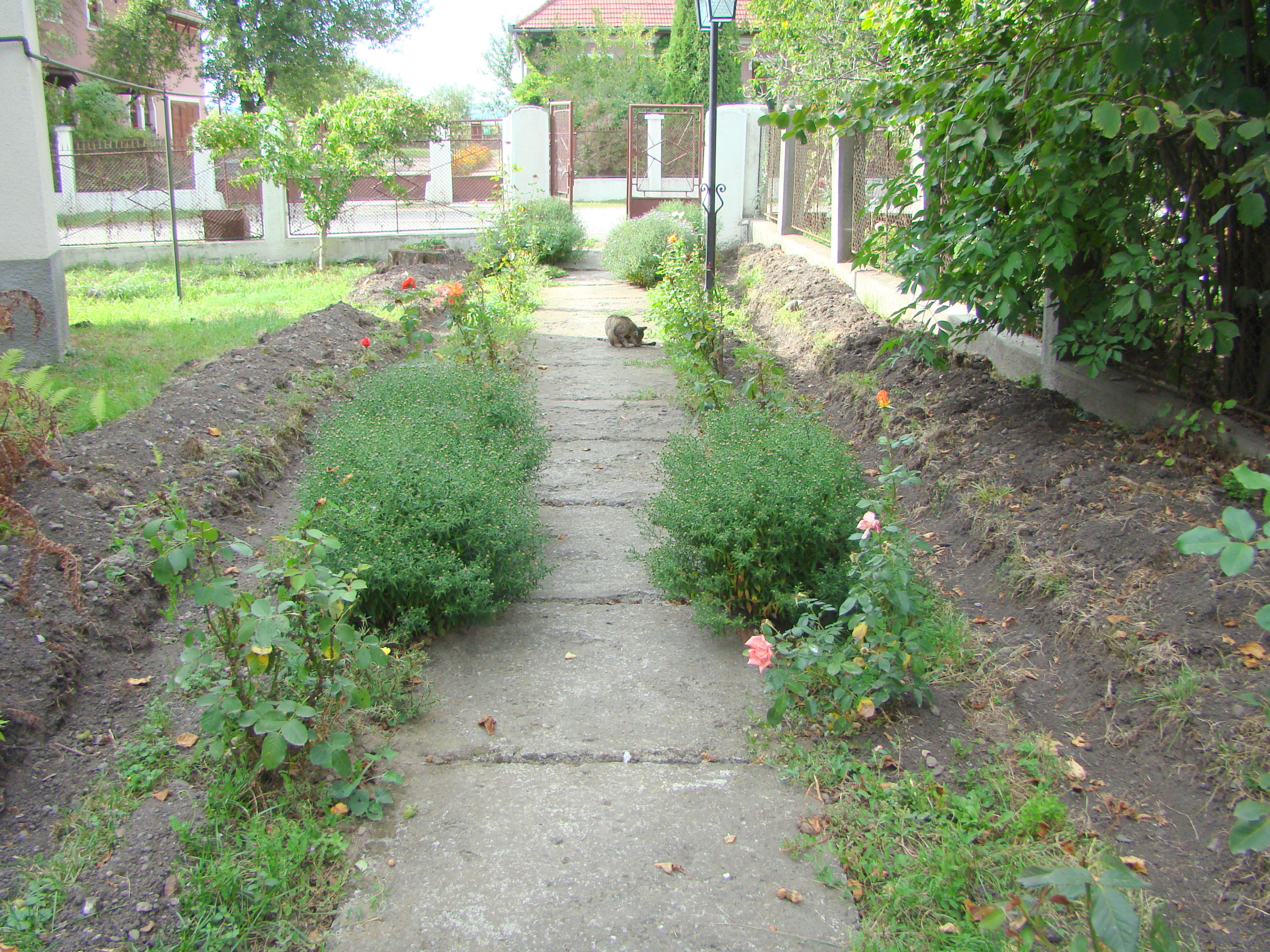

## Vezi și
- Periș, Mureș